# Ces liens qui nous unissent
 (août 2024).
Si vous disposez d'ouvrages ou d'articles de référence ou si vous connaissez des sites web de qualité traitant du thème abordé ici, merci de compléter l'article en donnant les références utiles à sa vérifiabilité et en les liant à la section « Notes et références ».
Pour l’article homonyme, voir The Company You Keep.
Ces liens qui nous unissent (The Company You Keep) est une série télévisée américaine en dix épisodes de 42 minutes créée par Julia Cohen et diffusée entre le 19 février et le 7 mai 2023 sur le réseau ABC et en simultané sur le réseau CTV au Canada.
Au Québec, la série a été diffusée à partir du 17 août 2023 sur AddikTV, et en France sur la plateforme Disney+.

## Synopsis
La série suit l'histoire d'amour entre Charlie, un escroc issu d'une famille italo-américaine et une agent de la CIA, Emma. Cette dernière essaye de coincer Daphne Finch, un membre éminent de la pègre à qui Charlie doit beaucoup d'argent.

## Distribution

### Acteurs principaux
- Milo Ventimiglia (VF : Rémi Bichet) : Charlie Nicoletti, arnaqueur
- Catherine Haena Kim (en) (VF : Julie Turin) : Emma Hill, agent de la CIA[2]
- Sarah Wayne Callies (VF : Gaëlle Savary) : Birdie Nicoletti, sœur de Charlie et mère d'Ollie
- Polly Draper (VF : Ariane Deviègue) : Fran Nicoletti, femme de Leo et la mère de Charlie et Birdie
- William Fichtner (VF : Hervé Bellon) : Leo Nicoletti, chef de famille et arnaqueur
- Tim Chiou (en) (VF : Stéphane Fourreau) : David Hill, sénateur
- James Saito (VF : Serge Biavan) : Joseph Hill, père de David et Emma
- Freda Foh Shen (en) : Grace Hill, mère de David et Emma et femme de Joseph
- Felisha Terrell (en) : Daphne Finch

### Acteurs récurrents
- Shaylee Mansfield : Ollie Nicoletti
- Courtney Taylor (en) (VF : Déborah Claude) : Mason
- Timothy V. Murphy (en) : Patrick Mcguire
- Sachin Bhatt : agent Vikram Singh
- Barry Sloane (VF : Valentin Merlet) : Connor Mcguire
- Andrea Cortes : Junnifer West
- Geoff Stults : Simon Norris
- Michael Gladis : Brad Willford

### Invités
- Luke Kirby (VF : Anatole de Bodinat) : Jones Malone
- Miguel Gomez : le prètre
- Tony Shalhoub : Frankie Musso

## Production
En mai 2023, la chaîne annule la série dans un contexte de grève des acteurs aux États-Unis.

## Épisodes
| no | Titre français               | Titre original               | Réalisé par     | Diffusion       |
| -- | ---------------------------- | ---------------------------- | --------------- | --------------- |
| 1  | Tour de passe-passe          | Pilot                        | Ben Younger     | 19 février 2023 |
| 2  | Une réputation étincelante   | A Sparkling Reputation       | Kevin Mock      | 26 février 2023 |
| 3  | Miser sur le mauvais cheval  | Against All Odds             | David Straiton  | 5 mars 2023     |
| 4  | Tout miser                   | All In                       | Chi-Yoon Chung  | 19 mars 2023    |
| 5  | L'espion qui m'aimait        | The Spy Who Loved Me         | Jon Huertas     | 26 mars 2023    |
| 6  | Le vrai de vrai              | The Real Thing               | Anna Mastro     | 2 avril 2023    |
| 7  | Un informateur dévoué        | Company Man                  | James Takata    | 9 avril 2023    |
| 8  | L'Art de la vengeance        | The Art of the Steel         | Anna Mastro     | 16 avril 2023   |
| 9  | La vérité vous rendra libres | The Truth Shall Set You Free | Andi Armaganian | 30 avril 2023   |
| 10 | La vérité blesse             | The Truth Hurts              | Jon Huertas     | 7 mai 2023      |